# مارتا دوبويس
مارتا دوبويس (بالإنجليزية: Marta DuBois؛ بالإسبانية: Marta DuBois) هي ممثلة بنمية وأمريكية، ولدت في 15 ديسمبر 1952 في David, Chiriquí ‏ في بنما، وتوفيت في 8 مايو 2018 في لوس أنجلوس في الولايات المتحدة.

## وصلات خارجية
- مارتا دوبويس على موقع IMDb (الإنجليزية)
- مارتا دوبويس على موقع قاعدة بيانات الفيلم (الإنجليزية)